# Beauty of Bath
Beauty of Bath är en äppelsort vars ursprung är England. Äpplet är i Sverige vanligast i de södra delarna av landet. Skalet på detta äpple är tjockt och rödaktigt med gulvita prickar. Köttet är syrligt och svagt sött. Beauty of Bath mognar i september och håller sig endast under en kort period. Äpplet passar både som ätäpple såsom köksäpple, och äpplet pollineras av bland andra Filippa, James Grieve, Ringstad och Transparente blanche. I Sverige odlas Beauty of Bath gynnsammast i zon 1-2.
C-vitamin 11mg/100 gram. Syra 1,3%. Socker 13%. Beauty of Bath började spridas i Sverige år 1908 av Alnarps Trädgårdar. 